# Bacher Vilmos
Bacher Vilmos (Liptószentmiklós, 1850. január 12. – Budapest, 1913. december 25.) zsidó származású orientalista, rabbi, hosszabb időn át a Országos Rabbiképző – Zsidó Egyetem tanára. A 19. század végének jelentős (Európai hírű) Kelet-kutatója volt, tanulmányainak száma több száz tételt tesz ki.

## Életpályája
Bacher Simon fia volt. Elemi tanulmányait Szucsányban és Liptószentmiklóson végezte, a középiskolát pedig Pozsonyban. 1870-ben avatták bölcsészdoktorrá, 1876-ban fejezte be rabbinikus tanulmányait Breslauban, ahol rabbivá avatták. Az 1877-ben megnyitott Országos Rabbiképző Intézet tanárává hívták meg, előzőleg rövid ideig rabbi minőségben működött Szegeden, a boszniai okkupáció idején tábori lelkész is volt. A Rabbiképzőben 36 esztendőn keresztül működött, Bloch Mózes halála után elnöki, majd igazgatói minőségben. Tanulmányi köre a zsidó és keleti tudományok nagyon sok ágára terjedt ki. Előadta a Rabbiképzőn a bibliai tudományok valamennyi ágát és a zsidók történetét. Szaktárgyai: az írásmagyarázat, a héber nyelvtudomány, az aggáda, a vallásbölcselet, a keleti stúdiumok közül különösképpen az arab és perzsa tanulmányok. Jelentős része volt az Izraelita Magyar Irodalmi Társulat Bibliájának kiadásában, Bánóczi Józseffel együtt megindította a Magyar-Zsidó Szemlét.
Legnagyobb, közel 10 kötetre terjedő műve a hagyományos irodalom agádikus ágával foglalkozott. Önálló munkáinak száma meghaladja a félszázat, dolgozatai 750-re rúgnak. Több munkájával a kultúrvilág tudományos köreinek elismerését vívta ki. Bacher a legtöbboldalú, legalaposabb és legtermékenyebb zsidó tudósaink közé tartozott. Alapvetően fontosak a bibliai exegéziséről, úgyszintén a vallásfilozófusok biblia-exegéziséről (két kötet), valamint a Zóhárról, a Targumok-ról és a héber grammatikusokról írt művei. Kiadta Abulvalid Mervan ibn Dsaunach gyökszótárát Juda ibn Tibbon héber fordításában és annak héber grammatikáját az eredeti arab szövegben (Derenbourggal közösen).

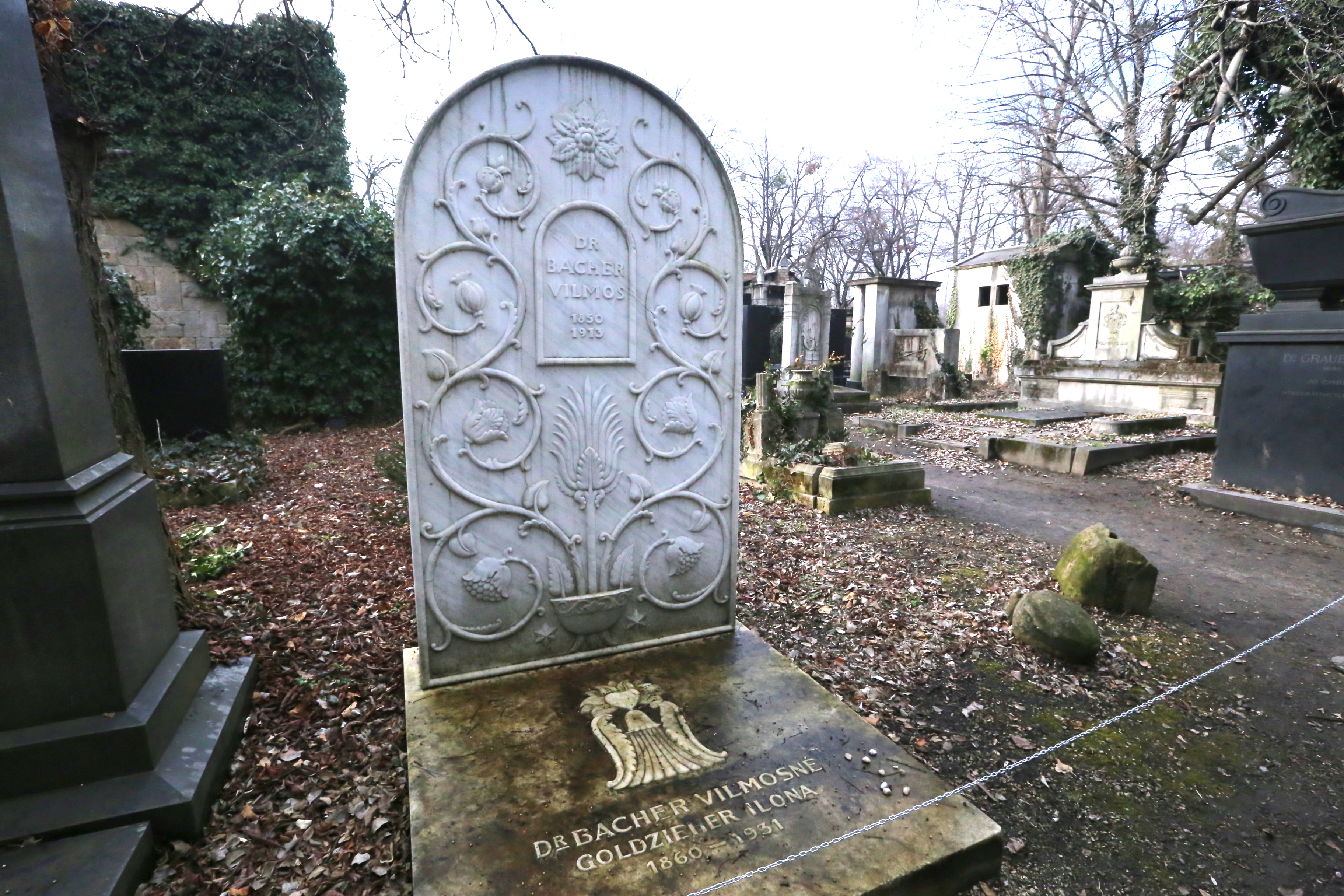
Bacher Vilmos síremléke a Salgótarjáni Utcai Zsidó Temetőben

A Talmud-kutatás terén világszerte elismert tekintély volt, aki évtizedekig reprezentálta a magyar-zsidó tudományosságot. Nagyszerű munkásságával csak Goldziher Ignácé és Kaufmann Dávidé vetekedhetett és ezek mellett főleg neki köszönhető, hogy olyan korban, amikor a haladó zsidóságban erős hanyatlásnak indult a talmudikus tudomány és már-már hitét vesztette a szemináriumi nevelés, a pesti Rabbiszeminárium a zsidó tudományok komoly centrumává erősödhetett. Ő alatta élte ez a fontos intézmény legdicsőségesebb és legtermészetesebb korszakát. Munkatársa volt minden zsidó folyóiratnak, gyűjteményes munkának és lexikonnak. Hatvanadik születésnapjára tanítványai emlékkönyvvel kedveskedtek (Budapest, 1910), ebben van Blau Lajos dolgozata, a mely Bacher iratainak jegyzékéi tartalmazza; ennek kiegészítését Friedmann Dénes adta ki.

## Művei
- Nîzamîs Leben und Werke und der zweite Theil des Nîzan. chen Alexanderbuches Leipzig, 1872. (Angolra fordította Robinson Sámuel 1873.) kiadás 1883.
- Abraham Ibn Esra's Einleitung zu seinen Pentateuch-commentar. Wien, 1876.
- A babiloniai amórák ágádája. Budapest, 1878.  (Országos Rabbiképző Intézet Értesítője, Ugyanez németül: Die Agada der bábyl. Amoraer. Strassburg, 1878.)
- Musticheddin Sa'di's Aphorismen u. Sinngedichte. Strassburg, 1878.
- Ábrahám Ibn Ezre mint grammatikus. Budapest, 1881. (Ugyanez németül Strassburg, 1882.)
- Die grammatische Terminologie des Jehûdâ b. Dawid Hajjâg. Wien, 1882.
- Joseph Kinichi el Abulvalid Ibn Ganâh. Étude d'histoire d'exégése Paris. 1883.
- Die hebräisch-arabische Sprachvergleichung des Abulwalid Merwân Ibn Ganâh. Wien. 1884.
- Die Agada der Tannaiten. 2 kötet. Von Hillel bis Akiba. Strassburg. 1884–1890.
- Abulvalid Mervân Ibn Ganâh (R. Jonâ) élete és munkái. Budapest, 1885. (Országos Rabbiképző Intézet Értesítője, Ugyanez németül. Lipcse. 1885.)
- Die hebräisch-neuhebräische u. hebräisch-aramäische Sprachvergleichung des Abulwalid Merwân Ibn Ganâh. Wien, 1885.
- Un abrégé de grammaire hébraique de Benjamin ben Juda de Rome et le Pétah Debarai. Paris, 1885.
- Maimuni Mózes szentírásmagyarázata, Budapest, 1886.  (Országos Rabbiképző Intézet Értesítője)
- Sefer Sikkaron. Grammatik der hebräischen Sprache von R. Joseph Kimchi, zum erstenmale herausgegeben. Berlin, 1888.
- Aus der Schrift-erklärung des Abulwalid Merwan Ibn Ganâh (R. Jona). Leipzig, 1889.
- A babyloniai amórák agádája. Adalék az agáda történetéhez és a babyloniai talmudban való bevezetéshez. Budapest, 1888.
- Abulvalid Merván Ibn Gánáh szentírásmagyarázatából, Budapest, 1889.  (Országos Rabbiképző Intézet Értesítője)
- A középkori zsidó vallásbölcsészek szentírásmagyarázata Maimuni előtt, Budapest, 1892.  (Országos Rabbiképző Intézet Értesítője)
- Századunk első feléből. Szófér Mózes pozsonyi rabbinak levelezői. Budapest, 1893.
- Egy Héber – Perzsa szótár a tizennegyedik századból, Budapest, 1900.  (Országos Rabbiképző Intézet Értesítője)
- Zsidó vértanúk a keresztény naptárban. Budapest, 1901.
- Két zsidó-perzsa költő Sáhin és Imráni I., Budapest, 1907.  (Országos Rabbiképző Intézet Értesítője)
- Két zsidó-perzsa költő Sáhin és Imráni II., Budapest, 1908.  (Országos Rabbiképző Intézet Értesítője)
- Die hebräische und arabische Poesie der Juden Jemens. Straßburg, 1910. Online
- A Jemeni zsidók héber és arab költészete, Budapest, 1910.  (Országos Rabbiképző Intézet Értesítője)
- Jeruzsálmi Tanchum szótárából. Maimuni Misné-Tórájának nyelvi jellegéről, Budapest, 1913.  (Országos Rabbiképző Intézet Értesítője)
- Rabbanan a tudósok agádája. Adalék az Anonymus agáda történetéhez, Budapest, 1914.  (Országos Rabbiképző Intézet Értesítője)
- Die Agada dtr palást. Amoraer (3 kötet)
- Tradition und Tradenten
- Exegetische Terminologie der j. Tradilionsliteratur

Szerkesztette a Magyar-Zsidó Szemlét Bánóczi Józseffel együtt 1884-től.